# Simboli di Donegal

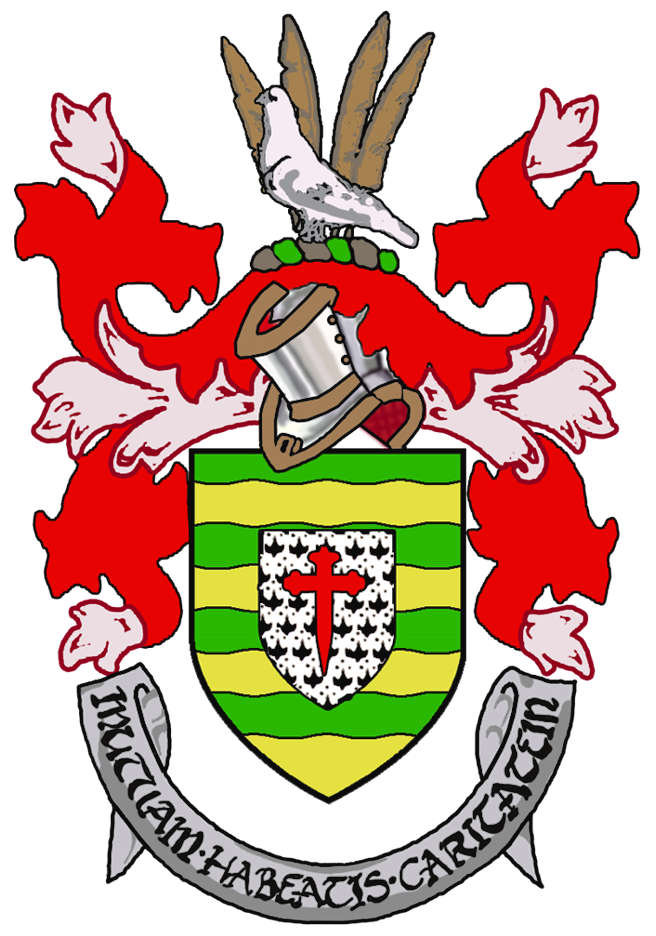
Stemma ufficiale del Donegal

Bandiera del Donegal

Lo stemma ufficiale del Donegal è formato da uno scudo tradizionale e da altri elementi che lo contornano.
Lo scudo è una sintesi dei connotati geografici e storici della contea: le fasce ondulate verdi rappresentano le colline e i pascoli numerosi, mentre quelle dorate le lunghissime e vastissime spiagge che caratterizzano il territorio costiero: oro e verde sono anche i colori sportivi e culturali del Donegal. Lo scudo più piccolo compreso in quello più grande riunisce due simboli degli antichi regni, la parte d'argento con ermellino l'antico regno di Aileach per rappresentare Inishowen e la croce rossa degli O'Donnel l'antico regno di Tyrconnel.
Il resto dello stemma è incentrato sul santo tanto amato in Donegal (a Glencolumbkille c'è uno dei principali luoghi di venerazione): San Columba di Iona (Saint Columcille). La colomba del cimiero lo rappresenta, mentre le quattro piume circostanti identificano i Four Masters (quattro maestri).
Il motto, infine, riassume le ultime parole pronunciate da San Columba prima di morire: Mutuam habeatis caritatem (dal latino: "Abbiate carità reciproca").

## Varianti
Spesso per identificare la contea viene usato lo stemma di Donegal Town, uno scudo giallo con la croce rosse degli O'Donnell sorretta da un braccio: ad esempio, la Donegal GAA, l'associazione che gestisce gli sport gaelici nella contea, usa lo stemma della cittadina bordato da un'ulteriore scudo con le caratteristiche onde giallo-verdi presenti anche nello stemma ufficiale
La bandiera sportiva e culturale è giallo-verde.